# Csepel (motorkerékpár)

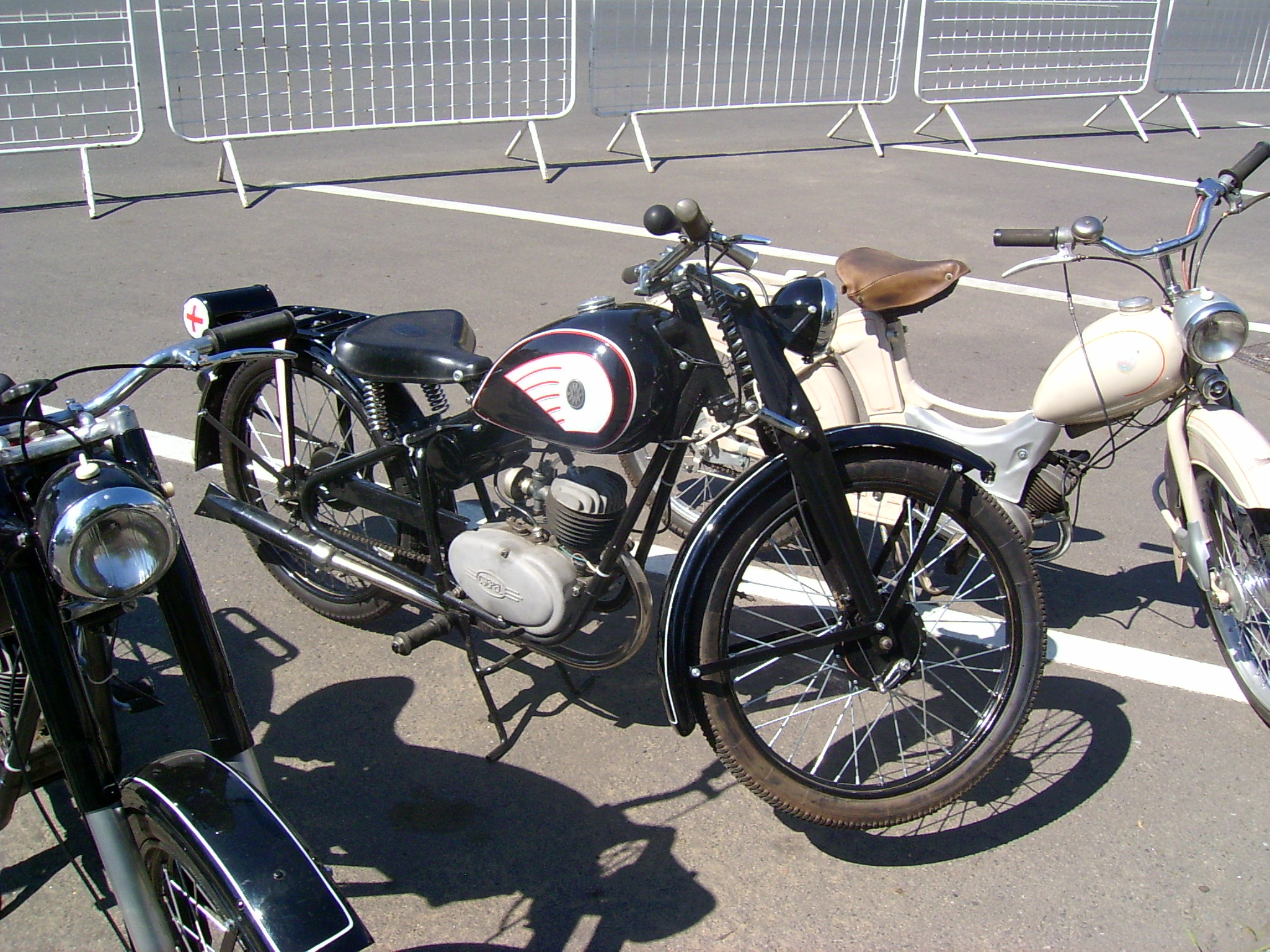
Lemezvillás Csepel 100/48 1948-ból

A Csepel márkanév a Csepeli Motorkerékpárgyárban 1948 és 1954 között készült 125-ös és 250-es motorkerékpárok neve is volt.

## Előzmények
A két világháború között Csepelen, a Weiss Manfréd Acél- és Fémművekben az akkori szabályok szerinti segédmotoros kerékpárokat gyártottak. Ezek 100 köbcentiméteres, legfeljebb 37,5 kilogrammos, jellemzően váltó nélküli, egyszerű motorok voltak WM, majd később WM Csepel márkajelzéssel. Innentől lehet számítani a Csepel néven készülő motorkerékpárokat. A második világháború után a termelés csak lassan indult újra, eleinte még WM Csepel néven készültek a motorok.

## Az első kis Csepelek
1948-ban új típussal jelentkezett a gyár: a korábbi WM 100/47 Túra továbbfejlesztéséből született Csepel 100/48-cal. Ez volt az első Csepel márkanevű motorkerékpár, bár a tankján még WM-márkajelzést viselt. A régi segédmotorokhoz képest komoly előrelépésnek számított a jármű: háromfokozatú váltója és a világítása, elöl korszerű lemezvillával rugózott, jól használható csomagtartója volt, amire pótülést lehetett szerelni, így teljes értékű kétüléses motorkerékpárként is lehetett használni. A feljegyzések szerint mintegy 10.000 darab 100/48-as készült 1950-ig, amelyek szinte kizárólag a belpiacon találtak gazdára. Egyetlen típushibaként a primerhajtás egyenesfogazású fogaskerekének ún. sírását említették. A kismotorokkal még az 1948-as Hatnaposon is részt vett egy gyári csapat San Remóban, mérsékelt sikerrel. Egy évvel később újra próbálkoztak, ekkor Csepregi György a 100 cm³‑es motorok kategóriájában aranyérmet vihetett haza, a 12 Csepellel induló (8 ért célba) csapat pedig a nemzetek kupájában a harmadik helyet szerezte meg.
A motor teljesítménye azonban a hétköznapokban kevésnek bizonyult, ezért még abban az évben próbálkoztak egy nagyobb hengerűrtartalmú változattal. Ezt 1949-re sikerült nagy sorozatban előállítani, ebből lett a Csepel 125/49. Ezt a köznyelv lemezvillás Csepel néven ismerte. A kis motorka a 100-asnál nagyobb sorozatban készült, különböző fejlesztett változatait 17 éven keresztül, 1966-ig gyártották. A korábbinál nagyobb tankról eltűnt a WM logó, a helyére új, Csepel-feliratos, szárnyas embléma került. Elöl kicsit erősebb lemezvilla rugózott, a váz hátsó része merev volt. Újdonság volt a hátsó lámpa és a korábbiaknál nagyobb szerszámosdobozok. Az 1949-es Hatnaposon szerepelt 100-as motorok egy része is a 125-ösök erősebb vázára épült, de még a régi, kisebb hengerűrtartalmú motorblokkal.

## Az új népmotor

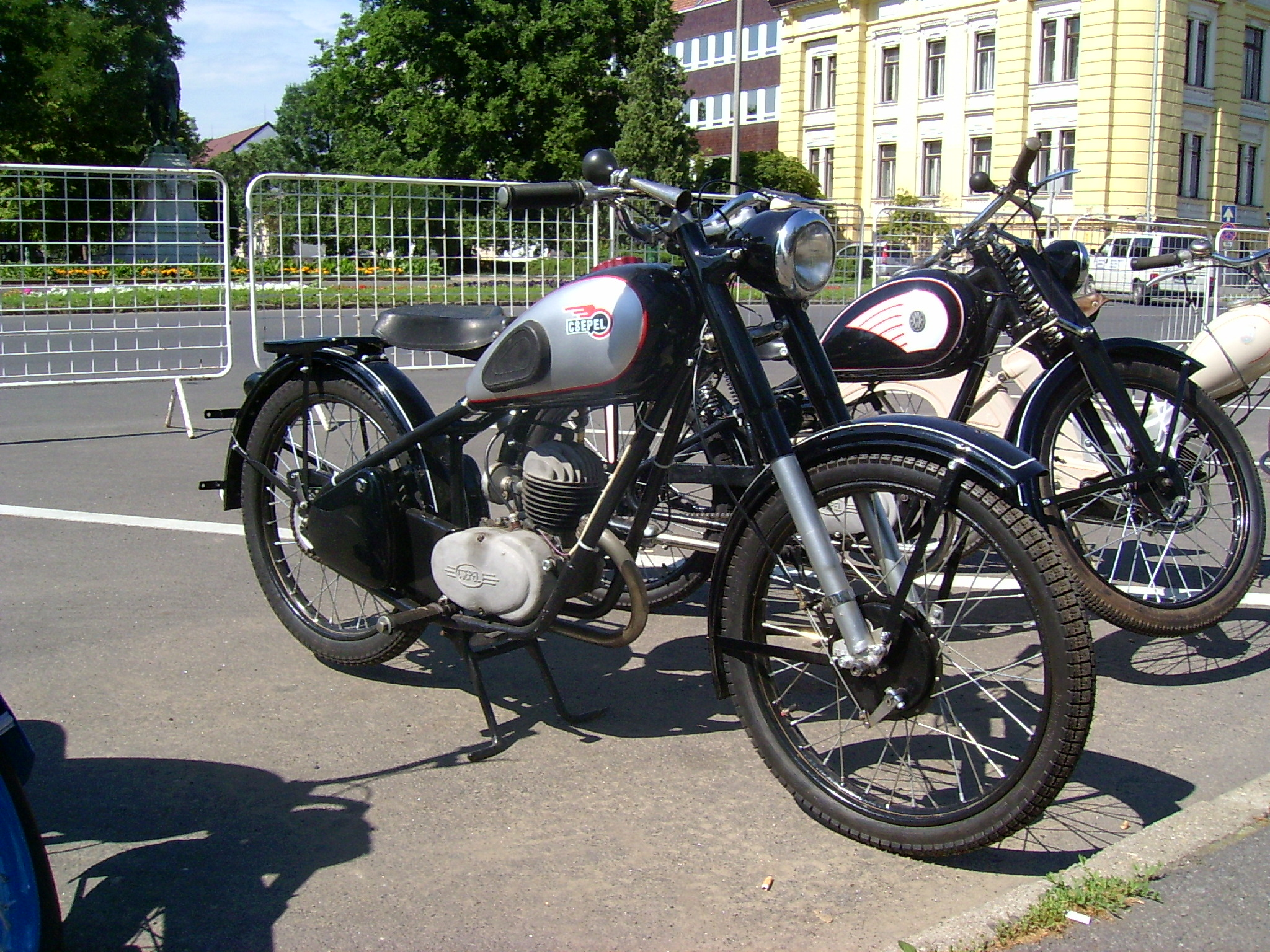
Teleszkópos, ezüsttankos Csepel 125/50 1950-ből

Mivel a típus jobban használható volt, mint a 100-as kistestvére, ezért nekifogtak a további fejlesztésének. Különböző exportszériák készültek sebességmérővel, féklámpával, akkumulátorral és kürttel (ezek egyike sem volt része az alapfelszereltségnek). A sokat kritizált felfüggesztésen is módosítottak: 1950-ben bemutatták a Csepel 125/50 típust, elöl teleszkópvillával, de hátul még merev vázzal.
Ez sem élt meg nagy sorozatot, hamarosan felváltotta a Csepel 125/T, amit teleszkópos Csepel vagy ezüsttankos Csepel néven ismertek. Ez még a korábbi lemezvillásnál is jobban bevált: elöl teleszkópvillán, hátul pedig a kerék két oldalára szerelt kis teleszkópokon (más néven bakteleszkópokon) rugózott. Ezzel valamicskét javult a kényelem. A motor ekkorra már kiforrta konstrukciós hibáinak nagy részét, így kellően megbízható lett. Az új, tankoldalon ezüst betétet hordozó fényezés és a térdpárnagumis tank modern motor benyomását keltette, így jól alakultak az eladási számok. Külföldre továbbra is készültek a különlegesen felszerelt, a belföldinél színesebb exportmodellek, de jobbára sikertelenül. A megrendelők egyedi igényeit a tömeggyártásban nehéz volt kielégíteni és a leszállított motorokra sok volt a minőségi kifogás. A motorsportban a gyár inkább a nagyobb, 250-es modelljével próbálkozott, de független műhelyek, tuningmesterek előszeretettel használták a kisebb modellt. A típus 1954-ig csaknem változatlan formában készült Csepelen, majd Zuglóban Danuvia néven élt tovább. A kisebb fejlesztések közé tartozott az új, 18 mm-es torokátmérőjű karburátor és az erősebb, 25W-os lendkerékmágnes bevezetése.

## A 250-esek

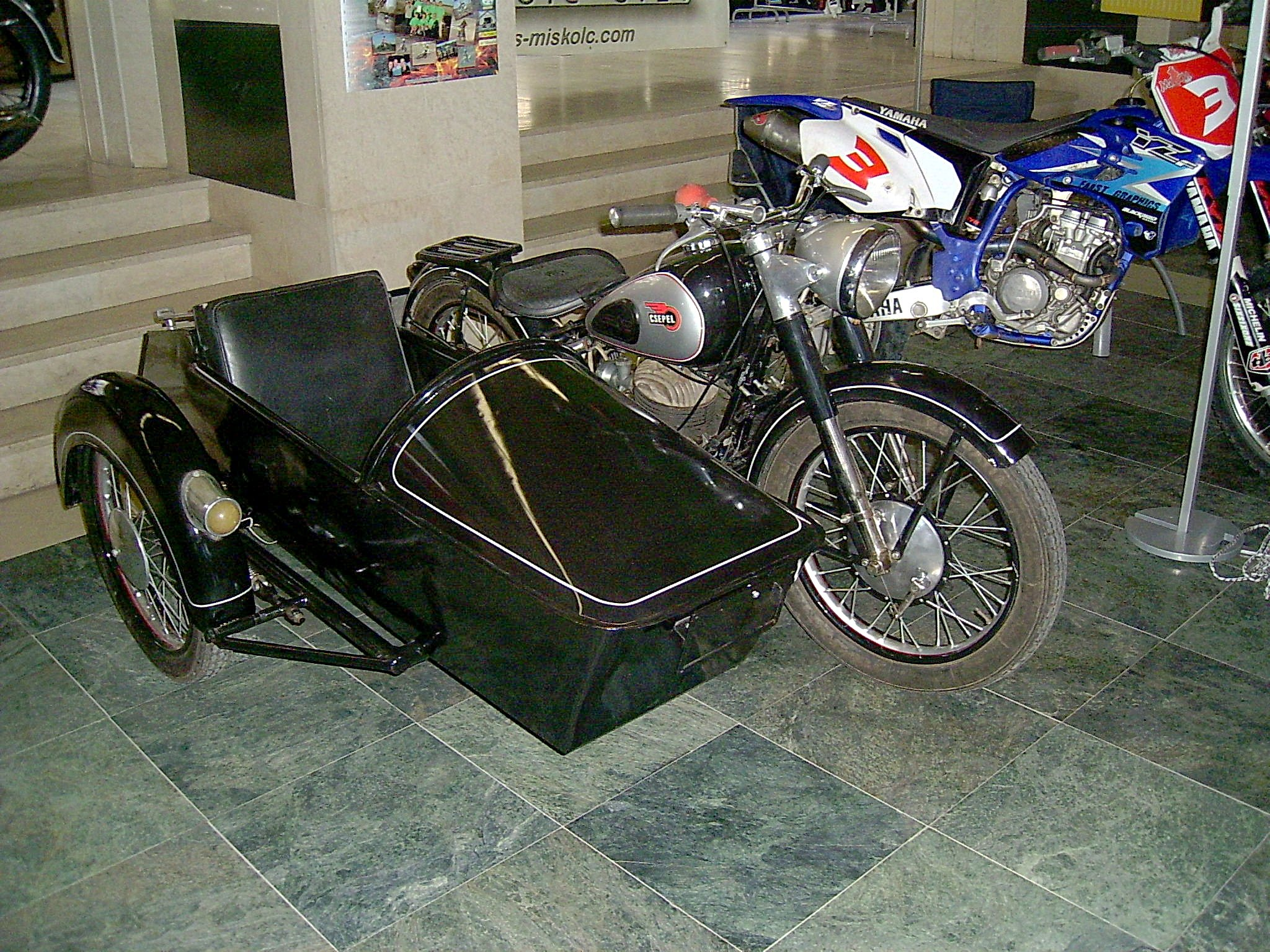
Csepel 250/51 EF oldalkocsival

A gyártás újraindulásakor nyilvánvalóvá vált, hogy a kis 100-asok, 125-ösök mellett szükség van egy nagyobb, 250-es típusra is. 1947-48-ból ismertek az első prototípusok, amelyekben 250 köbcentis, egyhengeres, ikerdugattyús motor dolgozott, hasonló a Puch által használthoz. A hosszas fejlesztés után 1950-ben mutatkozott be a Csepel 250/U jelzésű változat, amelyet ikerdugattyús Csepel néven emlegetnek a mai napig. A 10 lóerős ikerdugattyús motor, a négyfokozatú, eleinte kuplungkiemelővel szerelt váltó, a gazdag alapfelszereltség és a sok krómozott alkatrész luxusmotorrá tette a járművet. A 125-ösökkel szemben a 250-eseken sok importalkatrészt használtak: Amal, majd Jikov karburátorokkal, Bosch elektromos alkatrészekkel, VDO sebességmérőkkel szerelték őket. A korábbi, jórészt fekete motorokkal ellentétben a 250-esek első szériái feltűnően sok színben készültek belföldre is. Viszont  ezek sem tudták feledtetni a megbízhatóságot, vagyis annak hiányát. Az ikerdugattyús konstrukció nem volt eléggé kiforrott: a hátsó hengernél voltak a legforróbb pontot jelentő kipufogócsatornák, viszont az első henger árnyékolta a hűtést jelentő menetszelet. Az akkoriban használt, kedvezőtlen hőtágulási tulajdonságokkal bíró dugattyúk ezt nehezen viselték és rendszeresen megszorultak a hengerben.
Így már a következő évre át kellett tervezni a motort, ezzel megszületett a Csepel 250/51, avagy az egydugattyús Csepel. Az ikerdugattyús motorblokkját vették kezelésbe: a blokkok csereszabatosak voltak, de csak egy, 68 mm-es furatú hengerben mozgott 68 mm-es löketen egy dugattyú. Az új, 247 köbcentiméteres négyzetmotor már megbízhatóbbnak bizonyult és kivételesen hosszú karriert futott be: különböző - nem sokban módosított - leszármazottait egészen 1975-ig, a Csepeli Motorkerékpárgyár megszűnéséig gyártották. Az erőforrás mellett a vázon is változtattak. Dacára a rövid gyártási időtartamnak és az alacsony, körülbelül 7.500-as gyártott darabszámnak, a típusnak két változata készült: a gyári alkatrészkatalógusok ED és EF típusként említik őket. A típusok közötti különbségek között az üzemanyagtartály és a sárvédő rögzítése a legjobban látható.
Az új, egydugattyús típus belföldön és az exportpiacokon is nagyobb sikert ért el, bár az exportot a minőségi problémák folyamatosan nehezítették. A jól sikerült konstrukció viszont a későbbi Pannóniák alapjául szolgált.

## A márkanév megszűnése
A 250/51 típus sikere arra ösztönözte a gyár vezetését, hogy a 250-eseket fejlesszék tovább. Ezért egy új típust kezdtek építeni a meglévő motorblokk köré. A fejlesztés sok erőforrást emésztett fel és a tervekben csak a későbbi 250-esek gyártása szerepelt, ezért a 125-ösök gyártósorát 1954-ben áttelepítették a Danuviához Zuglóba, ott D-Csepel, majd Danuvia néven készültek tovább a 125/T leszármazottai.
A 250-esek vége is 1954-ben jött el: az új Pannónia TL gyártásával egyidőben a 250/51 gyártását leállították. Így 1954 után nem készült több Csepel márkanevű motorkerékpár nagy sorozatban.

## Csepel vagy Pannónia?
A két típus gyártásának 1954-es leállása azonban nem jelentette a márka teljes megszűnését. A Pannónia TL-eket néhány piacra Csepel-tankemblémával, Csepel de luxe néven szállították. Ennek oka valószínűleg az lehetett, hogy ezeken a helyeken a Csepel márkanevet korábban már bejáratták. 1955-ben a motorkerékpárgyár kísérleti üzemében új verseny-motorkerékpárt terveztek a Pannónia TL alapjaira, amely a Csepel V-Sport nevet kapta, pedig ekkor már Pannóniák gördültek le a szalagokról. Sőt, a későbbiekben a Pannónia T1-en az '50-es évek végén bevezetett ovális tankmatricán is egy darabig olvasható volt a Csepel felirat a márkát jelölő Pannónia fölött - igaz, a motorok adattábláin mindig csak ez utóbbi szerepelt.
Jogosan merül fel a kérdés: hol húzódik a határvonal a Csepelek és Pannóniák között, már ha egyáltalán van ilyen? A válasz egyszerű: a Pannónia, bár önálló márkanévvé vált, a valóságban a Csepelnek, mint márkának egyetlen típusát jelentette. Vagyis a Pannóniák hivatalos neve Csepel Pannónia lett volna, de ezt egyszerűsített formában használták. Viszont például a gépjármű-nyilvántartás jelenlegi adatbázisában sincs Pannónia, mint önálló gyártmány, hanem a Pannóniák is a Csepel gyártmány alá vannak besorolva, mint Pannónia típusváltozat. Például: Pannónia T5 (a köznyelvben)=Csepel Pannónia T5 (hivatalos okiratokban)
Ettől függetlenül viszont az 1954-1975 között készült motorkerékpárokat a téma kutatói külön márkaként kezelik és Pannónia néven emlegetik.